# Cámaras de Comercio del Paraguay
Una cámara de comercio es una forma de red de negocios, o sea una organización local de negocios cuyo objetivo es promover los intereses de los negocios. Los dueños de los negocios o empresas en las ciudades forman estas sociedades locales en representación y para propender al desarrollo de la comunidad de negocios. Los negocios locales son miembros y ellos eligen a sus autoridades o consejo ejecutivo para definir las políticas de la cámara. El consejo o directorio contrata un presidente o director ejecutivo y empleados para administrar la organización.
En Paraguay existen numerosas cámaras de comercio así como asociaciones empresariales, profesionales y gremiales:

## Asociaciones
- Asociación de Agentes Marítimos del Paraguay (ASAMAR)
- Asociación de Almaceneros Minoristas del Paraguay (AMP)
- Asociación de Avicultores del Paraguay (AVIPAR)
- Asociación de Bancos del Paraguay (ASOBAN)
- Asociación de Empresarios Cristianos (ADEC)
- Asociación de Entidades Financieras del Paraguay (ADEFI)
- Asociación de Industriales Domisanitarios y Afines (AIDA)
- Asociación de Industriales Gráficos del Paraguay  (AIGP)
- Asociación de Ingenieros Agrónomos del Paraguay (AIAP)
- Asociación de Ingenieros del Sector Eléctrico Paraguayo (AISEP)
- Asociación de Instituciones Educativas Católicas (ASIEC)
- Asociación de Jóvenes Empresarios (AJE)
- Asociación de Magistrados Judiciales del Paraguay (AMJP)
- Asociación de ONGs del Paraguay (POJOAJU)
- Asociación de Pequeñas y Medianas Empresas (APYME)
- Asociación de Peritos Judiciales del Paraguay (APJP)
- Asociación de Personas con Discapacidad del Paraguay (ADIPAR)
- Asociación de Productores de Leche y Criadores de Razas Lecheras (APROLE)
- Asociación de Productores de Seguros del Paraguay (APROSEP)
- Asociación de Productores de Semillas del Paraguay (APROSEMP)
- Asociación de Productores de Soja, Oleaginosas y Cereales del Paraguay (APS)
- Asociación de Profesionales Electricistas Universitarios
- Asociación de Propietarios de Estaciones de Servicios y Afines (Apesa)
- Asociación de Restaurantes del Paraguay (ARPY)
- Asociación de Universidades Públicas del Paraguay (AUPP)
- Asociación Etnobotánica Paraguaya
- Asociación Hotelera y Gastronómica del Alto Paraná (ASHOTEL)
- Asociación Industrial de Confeccionistas del Paraguay (AICP)
- Asociación Industrial Hotelera del Paraguay (AIHPY)
- Asociación Paraguaya de Agencias de Publicidad (APAP)
- Asociación Paraguaya de Agencias de Viajes y Empresas de Turismo (ASATUR)
- Asociación Paraguaya de Agentes de la Propiedad Intelectual (APAPI)
- Asociación Paraguaya de Arquitectos (APAR)
- Asociación Paraguaya de Compañías de Seguros (APCS)
- Asociación Paraguaya de Criadores de Braford (APCB)
- Asociación Paraguaya de Criadores de Nelore (APCN)
- Asociación Paraguaya de Empresarias Ejecutivas y Profesionales (APEP)
- Asociación Paraguaya de Empresas Loteadoras (APEL)
- Asociación Paraguaya de Enfermería (APE)
- Asociación Paraguaya de Inventores (API)
- Asociación Paraguaya de Neuropsicología (APAN)
- Asociación Paraguaya de Presupuesto Público (APAPP)
- Asociación Paraguaya de Productores y Exportadores de Pollos (APPEP)
- Asociación Paraguaya de Psiquiatras (APP)
- Asociación Paraguaya de Recursos Humanos  (APARH)
- Asociación Paraguaya de Universidades Privadas (APUP)
- Asociación Rural del Paraguay (ARP)

## Cámaras
- Cámara de Anunciantes del Paraguay (CAP)
- Cámara de Comercio Americano-Paraguaya (CCAP)
- Cámara de Comercio e Industria Paraguayo-Alemana (AHK)
- Cámara de Comercio Italo-Paraguaya
- Cámara de Comercio Paraguayo Americana (AMCHAM)
- Cámara de Comercio Paraguayo Argentina
- Cámara de Comercio Paraguayo-Australiana
- Cámara de Comercio Paraguayo Británica
- Cámara de Comercio Paraguaya Chilena
- Cámara de Comercio Paraguayo-Colombiana
- Cámara de Comercio Paraguayo-Francesa (CCPF)
- Cámara de Comercio Paraguayo-Peruana
- Cámara de Comercio Paraguayo-Suiza
- Cámara de Comercio Paraguayo-Uruguaya
- Cámara de Distribuidores de Automotores y Maquinarias (CADAM)
- Cámara de Empresas Contratistas de Obras Eléctricas (CECOEL)
- Cámara de Empresas Maquiladoras del Paraguay (CEMAP)
- Cámara de Farmacias del Paraguay (CAFAPAR)
- Cámara de Fitosanitarios y Fertilizantes  (CAFYF)
- Cámara de Importadores de Perfumes y Cosméticos (CAIMPECO)
- Cámara de Industrias Maquiladoras del Paraguay (CEMAP)
- Cámara de Tecnología de la Información del Paraguay
- Cámara de Teledifusoras del Paraguay (CATELPAR)
- Cámara Industrial Paraguaya de Motocicletas y Automotores  (CIPAMA)
- Cámara Internacional de Comercio Paraguay (ICC Paraguay)
- Cámara Nacional de Comercio y Servicios del Paraguay (CNCSP)
- Cámara Paraguaya de la Mandioca y Almidones  (CAPAMA)
- Cámara Paraguaya de Carne (CPC)
- Cámara Paraguaya de Comercio Electrónico (CAPACE)
- Cámara Paraguaya de Empresas de Productos Domisanitarios, de Higiene Personal y Afines (CAEDHPA)
- Cámara Paraguaya de Empresas de Rastreo Satelital (CAPERSAT)
- Cámara Paraguaya de Empresas de Transporte de Valores y Seguridad Privada (CAPATRAVALSEP)
- Cámara Paraguaya de Empresas de Servicios y Sistemas de Seguridad  (CAPAESSS)
- Cámara Paraguaya de Empresas Inmobiliarias (CAPEI)
- Cámara Paraguaya de Empresas Productoras (CAMPRO)
- Cámara Paraguaya de Exportadores  (Capex)
- Cámara Paraguaya de Exportadores y Comercializadores de Cereales y Oleaginosas (CAPECO)
- Cámara Paraguaya de Franquicia (CPF)
- Cámara Paraguaya de Gas (CAPAGAS)
- Cámara Paraguaya de Industriales Lácteos (CAPAINLAC)
- Cámara Paraguaya de la Construcción  (CAPACO)
- Cámara Paraguaya de la Industria del Software (CISOFT)
- Cámara Paraguaya de la Pequeña y Mediana Empresa (CAPAPYME)
- Cámara Paraguaya de Supermercados (CAPASU)
- Cámara Paraguaya de Transporte Internacional Terrestre
- Cámara Paraguaya del Aluminio y del Vidrio (ALUVI)
- Cámara Paraguaya del Libro (CAPEL)
- Cámara Vial Paraguaya (CAVIALPA)

## Centros
- Centro de Armadores Fluviales y Marítimos
- Centro de Despachantes de Aduana del Paraguay
- Centro de Importadores del Paraguay (CIP)
- Centro de Industriales Metalúrgicos del Paraguay (CIME)
- Centro de Propietarios de Panaderías y Fideerías (CPPF)
- Centro Paraguayo de Ingenieros

## Círculos
- Círculo Paraguayo de Médicos

## Colegios
- Colegio de Abogados del Paraguay
- Colegio de Arquitectos del Paraguay (CAP)
- Colegio de Contadores del Paraguay (CCPY)
- Colegio de Escribanos del Paraguay (CEP)
- Colegio de Graduados en Ciencias Administrativas del Paraguay

## Clubes
- Club de Ejecutivos del Paraguay
- Club de Granjeros del Paraguay

## Confederaciones
- Confederación de Cooperativas Rurales del Paraguay (CONCOPAR)
- Confederación Paraguaya de Cooperativas (CONPACOOP)

## Federaciones
- Federación de Asociaciones de Electricistas del Paraguay (FAEP)
- Federación de Cooperativas de Ahorro y Crédito (FECOAC)
- Federación de Cooperativas de la Producción (FECOPROD)
- Federación de la Producción, la Industria y el Comercio (FEPRINCO)
- Federación de Profesionales Aeronáuticos del Paraguay (FEPAP)
- Federación de Trabajadores del Sector Energético del Paraguay (FETRASEP)
- Federación Nacional Campesina (FNC)

## Sociedades
- Sociedad de Economía Política del Paraguay (SEPPY)
- Sociedad Paraguaya de Cirugía Plástica Reconstructiva y Estética (SPACPRE)

## Uniones
- Unión de Gremios de la Producción (UGP)
- Unión Industrial del Paraguay (UIP)

- Datos: Q20014355